# スティーブン・スロカム
スティーブン・アンドリュー・スロカム（Steven Andrew Slocum 1979年10月5日- ）は、アメリカ合衆国のプロレスラー。ルイジアナ州ワシタ郡ウェストモンロー出身。

## 来歴
学生時代、テキサスA&M大学ではバスケットボール選手として活躍。大学卒業後、スペインのプロバスケットリーグであるLEB（Liga Espanola de Baloncesto）に加盟するクラブ・メリーナ・バロンセスト、トルコのプロバスケットリーグであるTBL（Turkish Basketball League）に加盟するガラタサライ・リブ・ホスピタルでプレーした。
2006年、ブッカーTが主宰するPWA（Pro Wrestling Alliance）にてトレーニングを開始。2007年、サイラス（Cyrus）のリングネームでプロレスラーデビューを飾る。マネージャーにレディ・ポイズンを従え、ジェイソンをモチーフとしたギミックのマスクマンとして巨体を生かしたパワーファイトで早い期間でトップに立った。
2009年、WWEとディベロップメント契約を交わして入団。2010年、傘下団体であるFCWにてジャクソン・アンドリュース（Jackson Andrews）のリングネームでトレーニングを開始。デビュー間もないながら連勝を重ね、ヴァンス・アーチャー & カート・ホーキンスとトリオを結成して活動。トリオ解散後はイーライ・コットンウッド、ブローダス・クレイといった巨漢のレスラーとタッグを組んだ。
12月6日、WWEに昇格。RAWにてデビッド・ハート・スミスと抗争中のタイソン・キッドのボディーガードとして登場し、試合後タイソン・キッドに敗れたスミスをクローズラインで沈めた。同月27日のRAWではキッドに勝ったマーク・ヘンリーを襲撃しようとするもワールド・ストロンゲスト・スラムを喰らい、返り討ちにされてしまった。
タイソン・キッドのボディーガードにしておくのはもったいないということで、すぐに復帰させる意向で2011年に入ってからギミックを作り直すためにFCWで再びトレーニングを再開することになるが、WrestleMania 27のシーズンということもあって復帰の目処が立たなかった。4月にFCWの公式ホームページのプロフィール欄から除外されWWEから解雇となった。
2012年8月5日、婚約していたディーヴァのローザ・メンデスへ虐待していたことが発覚。更には、もう一人の女性と付き合っていることも取り沙汰された。
2013年8月31日、NWA加盟団体であるDSCW（NWA Deep Southern Championship Wrestling）にてサイラスとして参戦。ジーターとするが両者ダブルカウントによる引き分けとなった。

## 得意技

### フィニッシュ・ホールド
チョークボム
長身を利用して相手をマットに叩きつけるチョークスラム。
ダブルハンド・チョークスラム
ネック・ハンギング・ツリー状態で相手を持ち上げ、マットに叩き付ける。

## 入場曲
- Outcome